# مغنولية كولومبية
ماغنوليا كولومبية (الاسم العلمي:Magnolia colombiana) هي نوع من النباتات تتبع جنس الماغنوليا من الفصيلة الماغنولية.